# Курсель-ле-Ланс
Курсель-ле-Ланс (фр. Courcelles-lès-Lens) — коммуна во Франции, регион О-де-Франс, департамент Па-де-Кале, округ Ланс, кантон Энен-Бомон-2. Город расположен в 15 км к востоку от Ланса и в 25 км к югу от Лилля, на берегу канала Дёль. Через Курсель-ле-Лан проходит автомагистраль А21 "Рокад Миньер".
Население (2018) — 7 918 человек.

## Достопримечательности
- Церковь Святого Ведаста, восстановленная после Первой мировой войны

## Экономика
Структура занятости населения:
- сельское хозяйство — 0,4 %
- промышленность — 10, %
- строительство — 19,3 %
- торговля, транспорт и сфера услуг — 37,6 %
- государственные и муниципальные службы — 32,8 %

Уровень безработицы (2017) — 18,3 % (Франция в целом — 13,4 %, департамент Па-де-Кале — 17,2 %). 

Среднегодовой доход на 1 человека, евро (2018) — 17 510 (Франция в целом — 21 730, департамент Па-де-Кале — 19 200).

## Демография
Динамика численности населения, чел.

## Администрация
Пост мэра Курсель-ле-Лана с 2020 года занимает Эдит Блёзе-Карлье (Édith Bleuzet-Carlier). На муниципальных выборах 2020 года возглавляемый ею левый список победил во 2-м туре, получив 49,73 % голосов (из трех списков).
| Период | Период | Фамилия           | Партия       | Примечания          |
| ------ | ------ | ----------------- | ------------ | ------------------- |
| 1967   | 1977   | Марсель Кутюр     |              | владелец ателье     |
| 1977   | 1995   | Ролан Робер       |              |                     |
| 1995   | 2014   | Эрнест Вандвиль   | Разные левые |                     |
| 2014   | 2017   | Жан-Фннасуа Граф  | Разные левые | чиновник в отставке |
| 2017   | 2020   | Бернар Кардрон    | Разные левые | пенсионер           |
| 2020   |        | Эдит Блёзе-Карлье | Разные левые |                     |

## Галерея

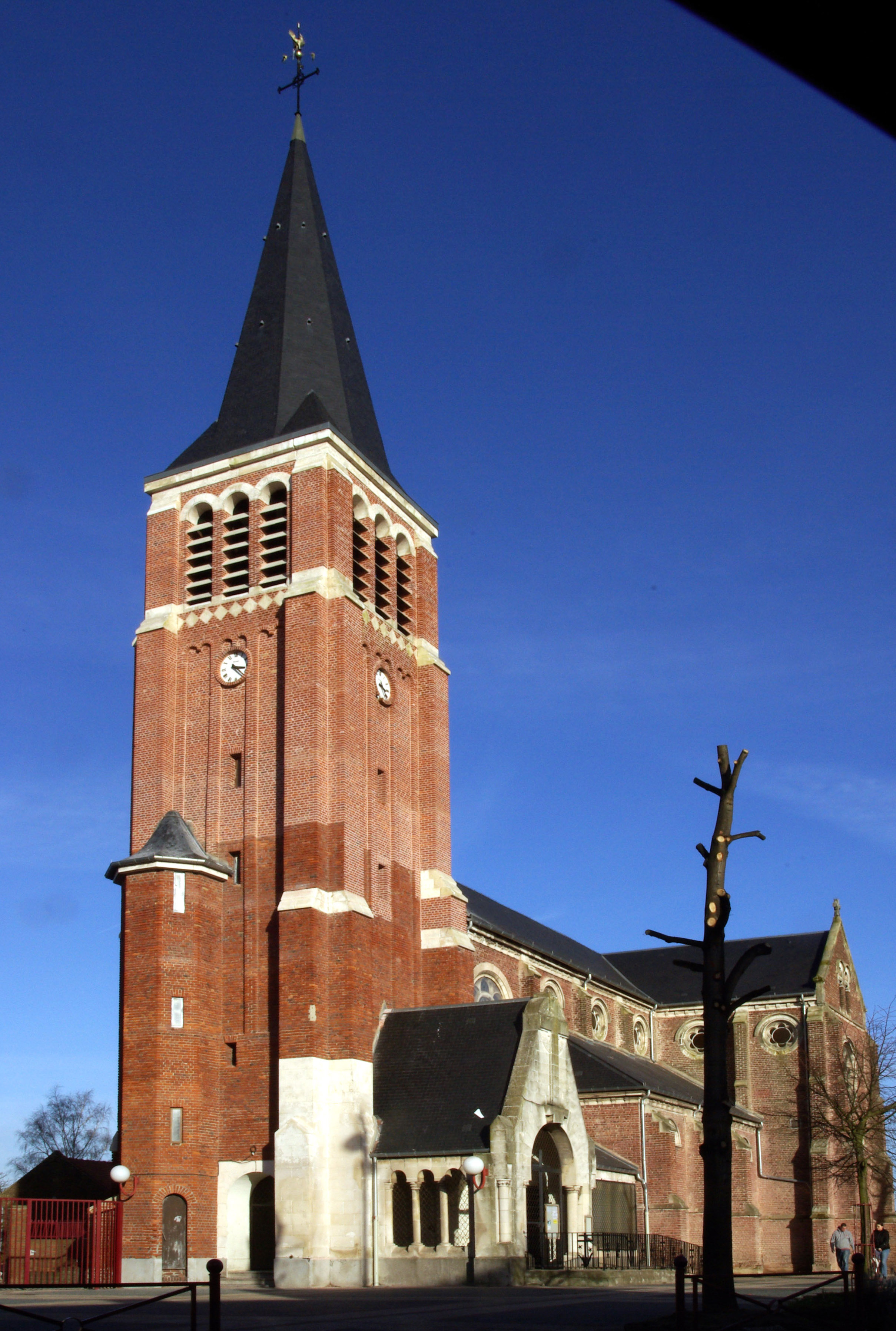
Церковь Святого Ведаста
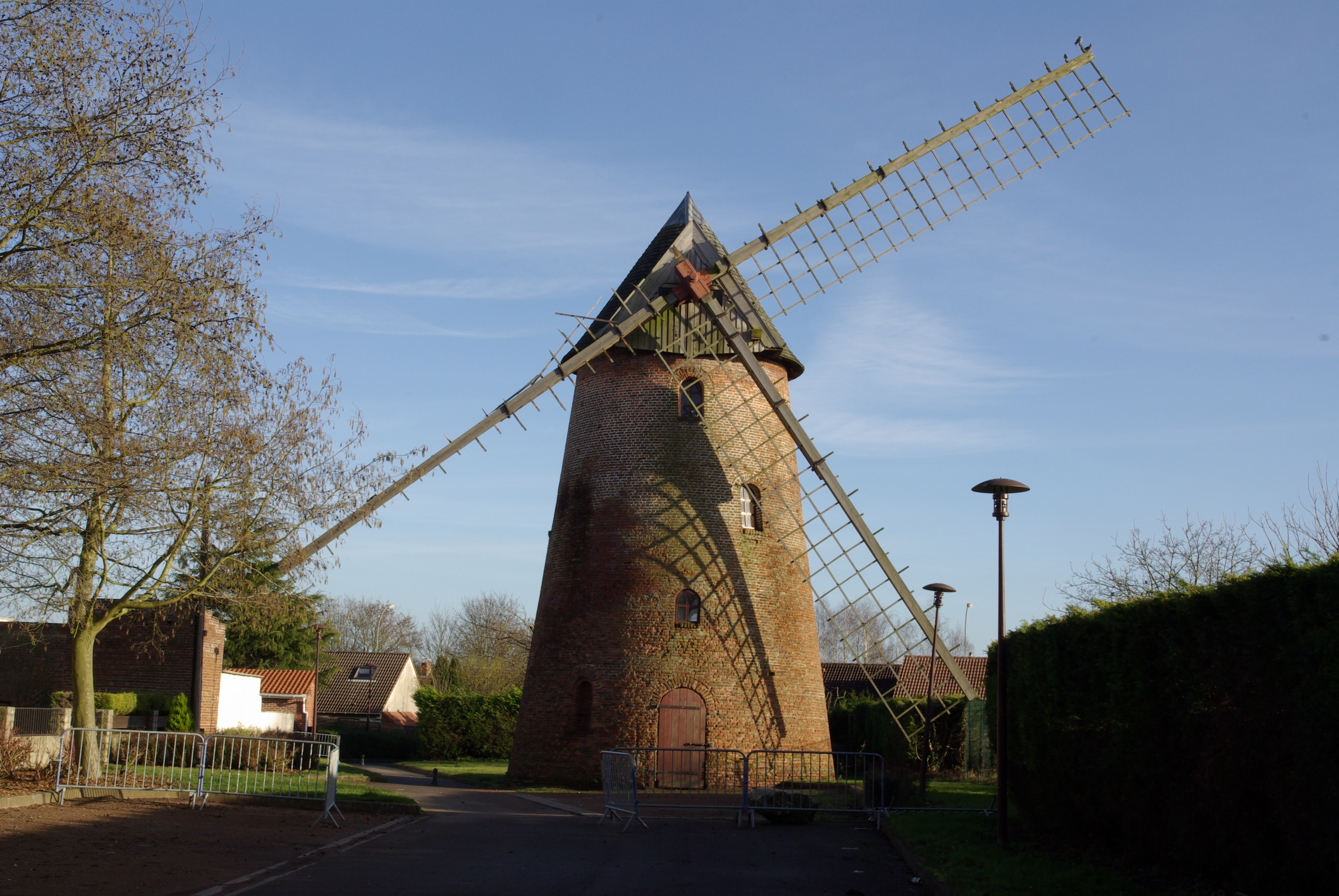
Старинная мельница
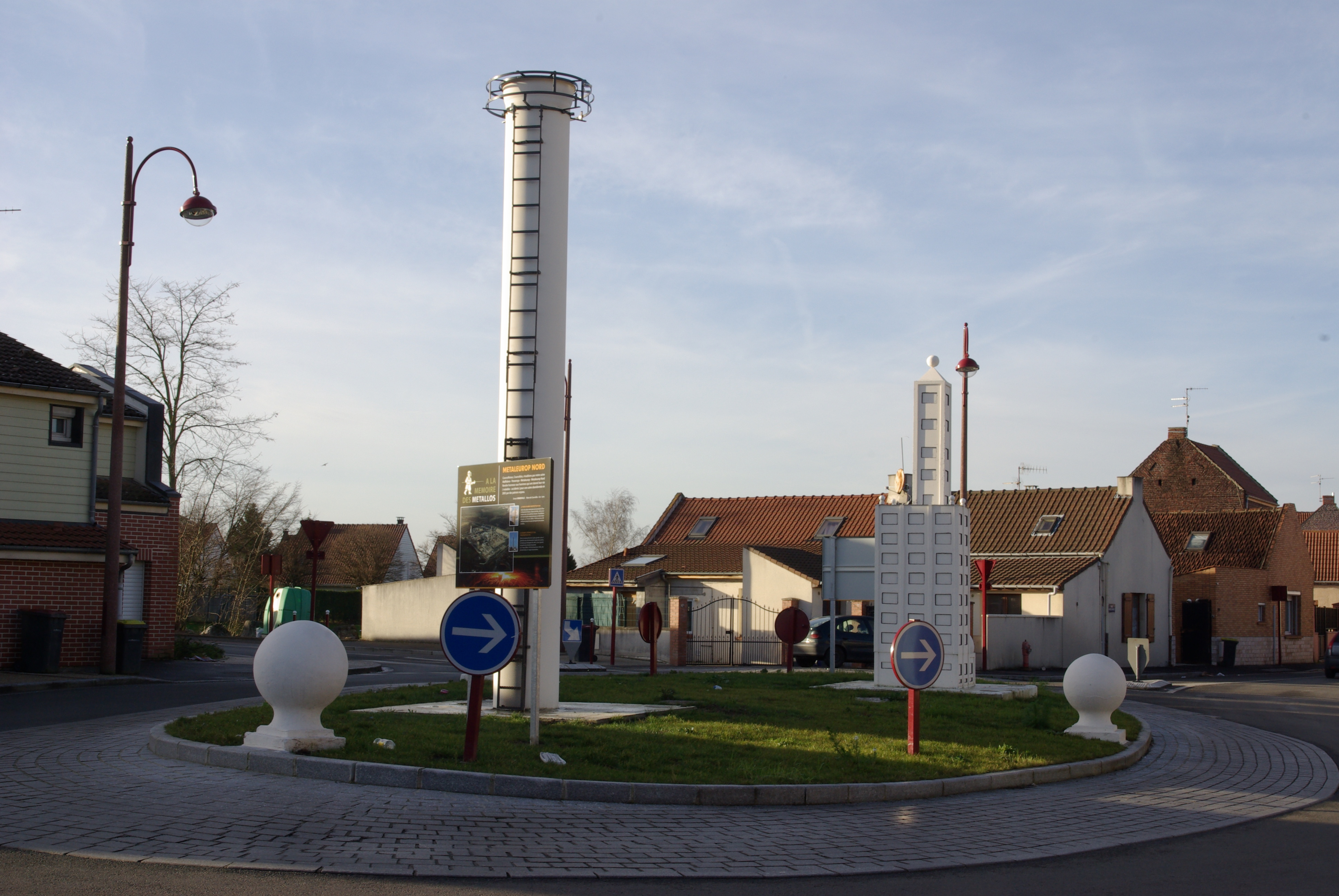
Центральная площадь с памятником погибшим шахтерам

1. 1 2  база данных о французских коммунах — Национальный географический институт Франции, 2015.